# Perșani
Perșani – wieś w Rumunii, w okręgu Braszów, w gminie Șinca. W 2011 roku liczyła 1052 mieszkańców.